# Râul Jichiș
Râul Jichiș este un curs de apă, afluent al râului Someș. 

## Hărți
- Harta județului Cluj